# دیوید تامسون (سیاستمدار باربادوس)
دیوید تامپسون (انگلیسی: David Thompson; ۲۵ دسامبر ۱۹۶۱ – ۲۳ اکتبر ۲۰۱۰) یک سیاست‌مدار اهل باربادوس بود.